# Comitê Olímpico Nacional dos Estados Federados da Micronésia
O Comitê Olímpico Nacional dos Estados Federados da Micronésia é a entidade máxima do desporto na Micronésia. Aceito pelo Comitê Olímpico Internacional em 1997, o comitê é presidido por Berney Martin.
A Micronésia participou de três edições dos Jogos Olímpicos de Verão sem nunca ter conquistado uma medalha. Atletas do país nunca disputaram os Jogos Olímpicos de Inverno.